# Angelo Zanti
(Carceri di Reggio Emilia, 13 gennaio 1945)
Angelo Zanti, nome di battaglia Amos (Cavriago, 24 settembre 1896 – Reggio Emilia, 13 gennaio 1945), è stato un attivista e partigiano italiano.

## Biografia
Già a dieci anni iniziò a lavorare, svolgendo la mansione di garzone cestaio. A sedici anni aderì alla Federazione Giovanile Socialista Italiana. Fu militare durante la prima guerra mondiale, svolgendo, una volta finita la guerra, l'arte di falegname. Fu eletto consigliere comunale socialista a Cavriago nel 1920. L'anno successivo aderì al P.C.d'I., opponendosi tenacemente allo squadrismo fascista, ma ben presto fu costretto ad abbandonare il paese natale. Vagò per molte località della provincia, finché nel 1923 emigrò definitivamente in Francia, ad Argenteuil, raggiunto dopo qualche tempo anche dalla moglie e dalla figlioletta Carmen. Quest'ultima vent'anni dopo sarebbe diventata una dei gappisti di Reggio Emilia. Trascorso un anno, Zanti, su incarico del suo partito, rientrò clandestinamente in Italia. La sua abitazione di Cavriago divenne luogo prescelto di molte riunioni dell'Interregionale comunista e stamperia clandestina de l'Unità, che con regolarità quindicinale veniva distribuita nelle province di Reggio, Parma e Modena.
Individuato e segnalato nel 1929 dalla polizia, Zanti riparò nuovamente a Parigi, ma anche lì, due anni dopo, fu fermato ed espulso per la sua attività politica. Visse clandestinamente a Nizza per qualche tempo, svolgendo un'intensa attività per la Repubblica spagnola. Con l'esplodere del secondo conflitto mondiale, Zanti, estradato in Italia, fu confinato a Ventotene sino all'agosto del 1943. Successivamente all'armistizio fu punto di riferimento della Resistenza nel Reggiano. Nell'estate del 1944 fu nominato ufficiale di collegamento tra il Comando di Piazza di Reggio, le formazioni attive sull'Appennino reggiano ed il Comando Unico Militare Regionale, con il nome di battaglia "Amos". Il 27 novembre 1944 Zanti fu arrestato insieme ad altri esponenti del Comando di Piazza di Reggio Emilia. Portato a Villa Cucchi, la famigerata Villa Triste reggiana, fu sottoposto a feroci torture dai fascisti dell'Ufficio Politico Investigativo.
Fu condannato a morte l'8 gennaio 1945 insieme ad altri quattro membri del Comando di Piazza dal Tribunale straordinario militare di guerra di Reggio. Per decisione dello Standartenführer delle SS Eugen Dollmann, fu fucilato solo lui, perché appartenente al Partito comunista, nella caserma di viale Allegri, a Reggio Emilia.

## Onorificenze

### Riconoscimenti
Il suo comune natale gli ha intitolato la piazza principale. A Reggio nell'Emilia, dove una via è stata intitolata alla sua memoria, è stata scoperta una lapide presso l'ex-caserma Zucchi dove fu fucilato.